# Bishops Sutton
Bishops Sutton – wieś w Anglii, w hrabstwie Hampshire, w dystrykcie Winchester. Leży 18 km na wschód od miasta Winchester i 85 km na południowy zachód od Londynu. Miejscowość liczy 419 mieszkańców.